# IRAS 18162−2048

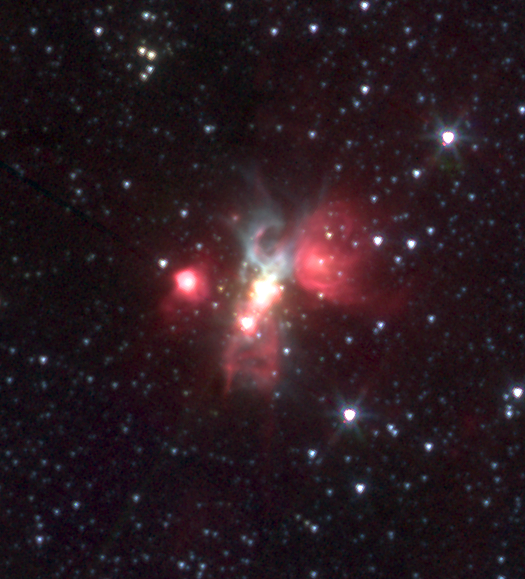
Mellaninfraröd bild av IRAS 18162-2048, foto: Spitzer Space Telescope

IRAS 18162-2048 är en avlägsen källa till infraröd strålning som upptäcktes av IRAS-teleskopet 1983. Den är förbunden med en massiv (ca 10 solmassor) protostjärna, som samlar upp gas från en skiva som omger den. IRAS 18162-2048 sänder ut två kollimerade radiojetstrålar utmed dess rotationsaxel. Strålningen genereras av kedjor av radiokällor riktade i sydväst-nordostlig riktning. Den norra jetstrålen slutar i Herbig-Haro-objekt HH 81N, medan den södra slutar i Herbig-Haro-objekt HH 80 och HH 81. Den totala ljusstyrkan för IRAS 18162-2048 är ca 17 000 gånger solens. Den totala omfattningen av systemet av jetstrålar och radiokällor är cirka 5 st.
År 2010 befanns HH 80–81 jet av IRAS 18162-2048 sända ut polariserade radiovågor, vilket tyder på att de producerades av relativistiska elektroner som rörde sig längs magnetfältet uppskattat till 20 nT. Denna observation var den första i sitt slag som visar att en protostjärna kan ha en magnetiserad stråle.

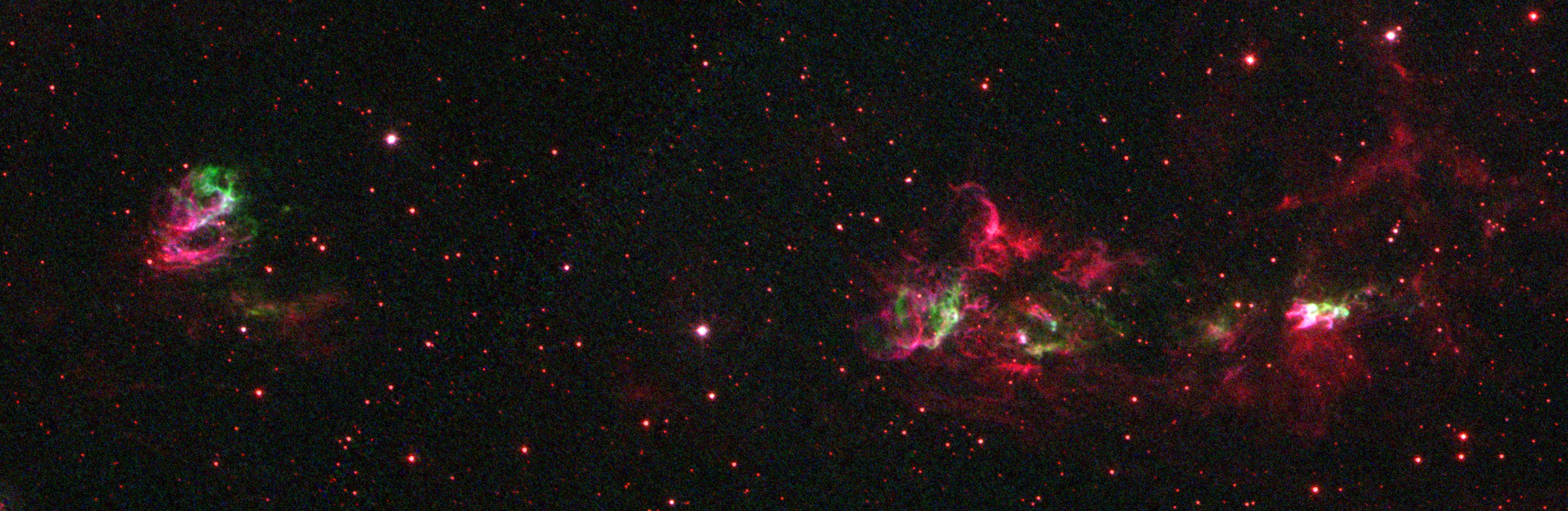
Smalbandig avbildning av HH 80 med Hubbleteleskopet